# Disa
För andra betydelser, se Disa (olika betydelser).
Kvinnonamnet Disa är ett fornnordiskt namn som betyder ödesgudinna. Namnet är även en kortform av Hjördis och andra namn med ändelsen –dis som är den fornvästnordiska beteckningen på ett slags kvinnliga gudaväsen (bland annat kallas gudinnan Freja för "Vanadis"  dvs Vanernas dis). 
Det äldsta belägget för namnet i Sverige finns i en runinskrift från 1000-talet. Namnet återkom sedan i slutet av 1700-talet.
Den 31 december 2014 fanns det totalt 1 892 kvinnor folkbokförda i Sverige med namnet Disa, varav 1 215 bar det som tilltalsnamn.
Namnsdag i Sverige den 3 februari. I den finlandssvenska namnsdagslängden har Disa namnsdag 2 februari sedan starten 1929, då en egen namnsdagskalender togs i bruk för finlandssvenskar.

## Personer med namnet Disa
- Disa, sagodrottning
- Disa Beijer, svensk förskolepionjär och barnträdgårdsledare
- Disa Gillis, svensk skådespelerska
- Disa Håstad, journalist och författare
- Disa Tegnér, dotter till Esaias Tegnér och hustru till Carl Wilhelm Böttiger
- Disa Västberg, svensk politiker och riksdagsledamot (s)
- Disa Östrand, svensk skådespelerska